# Pietro Gasparri
Pietro Gasparri (ur. 5 maja 1852 w Ussita, Perugia, zm. 18 listopada 1934 w Rzymie) – kardynał włoski, prawnik (doktor prawa kanonicznego i cywilnego), autor Katechizmu katolickiego.
Kształcił się w seminarium niższym w Nepi, a później w Rzymie. Święcenia kapłańskie otrzymał 31 marca 1877. Wykładał prawo kanoniczne w paryskim Institut catholique w latach 1879–1898, a następnie był delegatem Stolicy Apostolskiej w Ameryce Południowej (Boliwia, Peru, Ekwador). 3 marca 1898 otrzymał święcenia biskupie (z arcybiskupią stolicą tytularną Cesarea di Palestina).

W 1904 został powołany przez Piusa X na sekretarza Komisji Kodyfikacyjnej, której zadaniem było stworzenie nowoczesnego kodeksu prawa kanonicznego. Odegrał ogromną rolę w przygotowaniu kodeksu prawa kanonicznego z 1917. 16 grudnia 1907 został kardynałem, a w październiku 1914 papieskim sekretarzem stanu (z nominacji Benedykta XV). W czasie spotkania z Romanem Dmowskim zabiegającym w Europie o poparcie dla sprawy niepodległości polskiej kardynał nie poparł jego stanowiska odpowiadając

Polska niepodległa? Ależ to marzenie, to cel nieziszczalny. Wasza przyszłość jest z Austrią.

W imieniu papieża był sygnatariuszem traktatów laterańskich. Przeszedł na emeryturę w 1930 (zastąpił go kardynał Pacelli, późniejszy papież Pius XII). Jego grób znajduje się w Ussita. Odznaczony Orderem Orła Białego.